# پارامجیت سینگ (بازیکن بسکتبال)
پارامجیت سینگ (انگلیسی: Paramjit Singh؛ زادهٔ ۳۰ دسامبر ۱۹۵۲)  بازیکن بسکتبال اهل هند بود. وی در بازی‌های المپیک تابستانی ۱۹۸۰ شرکت کرده‌است.